# Comité Olímpico Polaco
El Comité Olímpico Polaco (en polaco: Polski Komitet Olimpijski, PKOI) es el Comité Nacional Olímpico de Polonia, fundado en 1919 y reconocido por el COI ese mismo año.

## Presidentes
Lista de presidentes del Comité Olímpico Polaco:
- Stefan Lubomirski (1919-1921)
- Kazimierz Lubomirski (1921-1929)
- Kazimierz Glabisz (1929-1945)
- Alfred Loth (1946-1952)
- Włodzimierz Reczek (1952-1973)
- Bolesław Kapitan (1973-1978)
- Marian Renke (1978-1986)
- Bolesław Kapitan (1986-1988)
- Aleksander Kwaśniewski (1988-1991)
- Andrzej Szalewicz (1991-1997)
- Stanisław Stefan Paszczyk (1997-2005)
- Piotr Nurowski (2005-2010)
- Andrzej Kraśnicki (desde 2010)[2]